# Carlos Mané
Carlos Mané (ur. 11 marca 1994 w Lizbonie) – piłkarz z Gwinea Bissau grający na pozycji napastnika w tureckim klubie Kayserispor.

## Życiorys
Jest wychowankiem lizbońskiego Sportingu CP. W latach 2013–2014 występował w jego rezerwach. W rozgrywkach Primeira Liga zadebiutował 5 października 2013 w wygranym 4:0 meczu z Vitórią Setúbal. W 2015 roku zdobył wraz z klubem puchar kraju. 31 sierpnia 2016 został wypożyczony na dwa sezony do niemieckiego VfB Stuttgart.
W 2016 roku wraz z reprezentacją wystąpił na igrzyskach olimpijskich w Rio de Janeiro.

## Życie prywatne
Jest bratankiem Almami Moreiry, również piłkarza, reprezentanta Gwinei Bissau.